# آیلی هاربو
آیلی هاربو (به انگلیسی: Eili Harboe) (زادهٔ ۱۶ اوت ۱۹۹۴)، هنرپیشه اهل نروژ است. از فیلم‌هایی که وی در آن نقش داشته‌است می‌توان به موج (۲۰۱۵)، اشکلادن در قلمرو پادشاه کوهستان (۲۰۱۷)، و تلما اثر یواخیم تری‌یر اشاره کرد.
در ۲۵ نوامبر ۲۰۱۷، او برندهٔ جایزه آستور نقره‌ای برای بهترین بازیگر نقش زن در سی و دومین جشنواره بین‌المللی فیلم ماردل پلاتا شد.